# Kano (musiker)
Kano (Kane Brett Robinson), född 21 maj 1985 i London, är en brittisk skådespelare och musiker.
Kano har bland annat medverkat i filmen The Kitchen. Han har även medverkat i TV-serien Top Boy.

## Filmografi (i urval)
- 2011–2023 – Top Boy (TV-serie)
- 2023 – The Kitchen